# 大村勇
大村 勇（おおむら いさむ、1901年12月1日 - 1991年4月10日）は日本の牧師、日本基督教団第6代総会議長。日本キリスト教協議会の議長も務めた、エキュメニカル派の牧師。日本基督教団阿佐ヶ谷教会の牧師を務める。

## 経歴
1901年に山梨県東山梨郡八幡村に生まれる。1928年青山学院神学部卒業。1928年から1931年まで日本メソジスト教会千葉教会牧師。
1931年から1948年、アメリカのボストン大学神学部留学に留学して、学位を取得。帰国後1934年から1937年まで日本メソジスト阿佐ヶ谷教会を牧会しながら、青山学院神学部で講師を務める。
1937年から1940年まで青山学院神学部部長を務め、1940年に再び阿佐ヶ谷教会の牧師に就任して、翌年1941年6月の日本基督教団発足と共に、阿部義宗監督と共に教団の教職になる。戦中戦後と日本基督教団の教職を勤め、1975年まで日本基督教団阿佐ヶ谷教会牧師を務める。
1966年から1968年まで日本キリスト教協議会（NCC）議長を務めて、1966年より東京神学大学理事長をつとめる。
1962年から1966年まで、日本基督教団総会議長を二期務める。これら、キリスト教界の指導者として功績が認められて、1983年にキリスト教功労者を受賞する。

## 著書
- 「主を求めよ、そして生きよ」1974年
- 「ジヨンウェスレイ小伝」（訳）